# 27. ročník udílení Zlatých glóbů
27. ročník udílení Zlatých glóbů se konal 2. února 1970 v sále Cocoanut Grove hotelu Ambassador v Los Angeles. Organizátorem předávání filmových cen Zlatý glóbus je Asociace zahraničních novinářů sdružených v Hollywoodu.
Nejvíce cen si odneslo historické drama o Anně Boleynové Tisíc dnů s Annou. Ze sedmi nominací získalo čtyři Glóby, včetně toho za nejlepší dramatický snímek. Schlesingerův Půlnoční kovboj byl taky navržen na sedm cen, proměnil však pouze jednu pro objev roku, jímž se stal Jon Voight. Muzikál Gena Kellyho Hello, Dolly! získal pět nominací, ale žádný Glóbus.
Peter O'Toole vyhrál cenu druhý rok po sobě. Rok předtím to bylo za drama Lev v zimě, tentokrát za komedii Sbohem, pane profesore!. Byl to jeho čtvrtý Zlatý glóbus v kariéře. V kategorii nejlepší herečka v komedii nebo muzikálu bylo nominovaných až osm hereček.
Poprvé se televizní kategorie rozdělily podle žánrů na dramatické a komediální, resp. muzikálové. V kategorii nejlepší herečka v komediálním nebo muzikálovém seriálu byly dvě vítězky.

## Vítězové a nominovaní

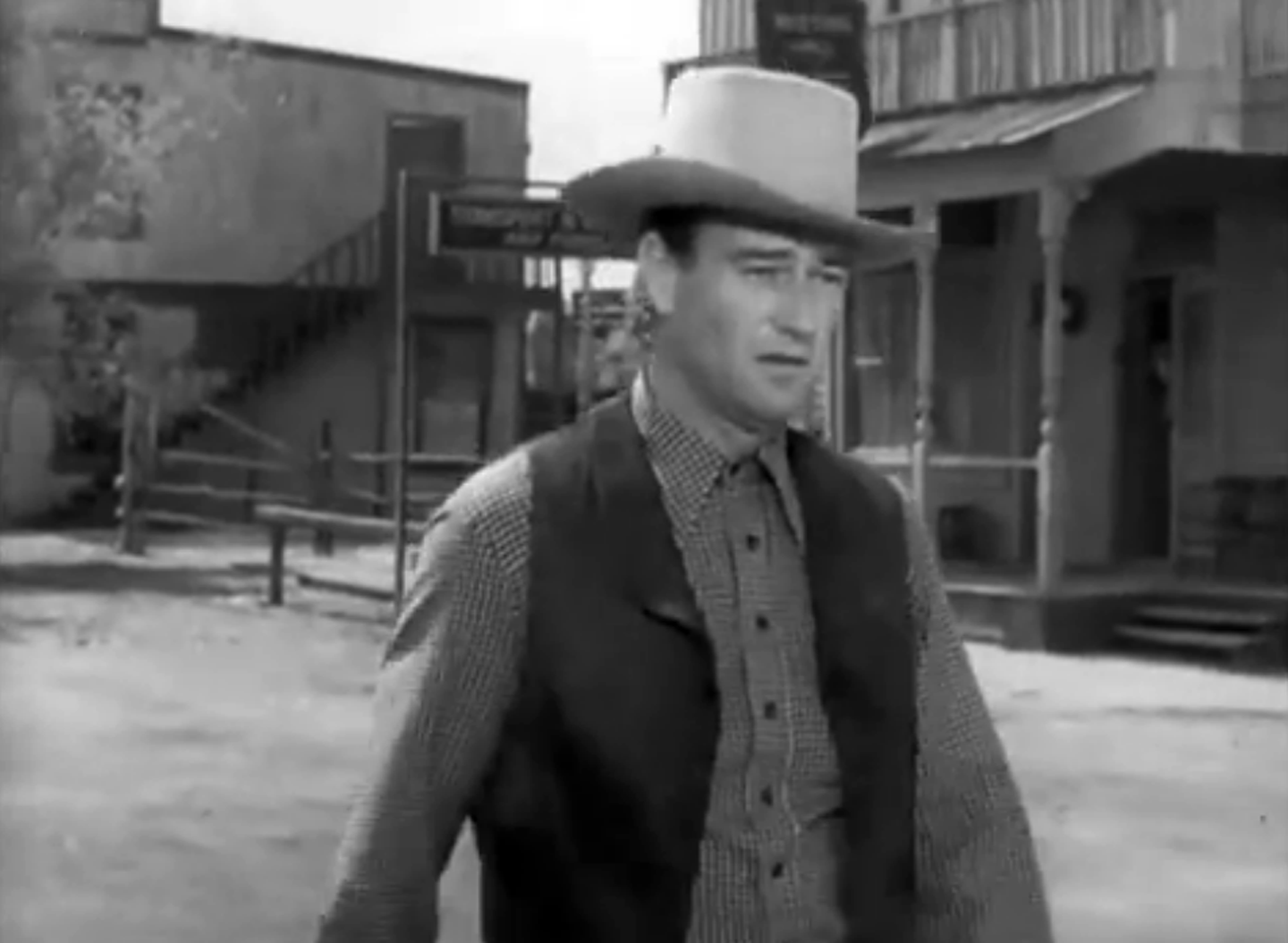
Nejlepší dramatický herec John Wayne

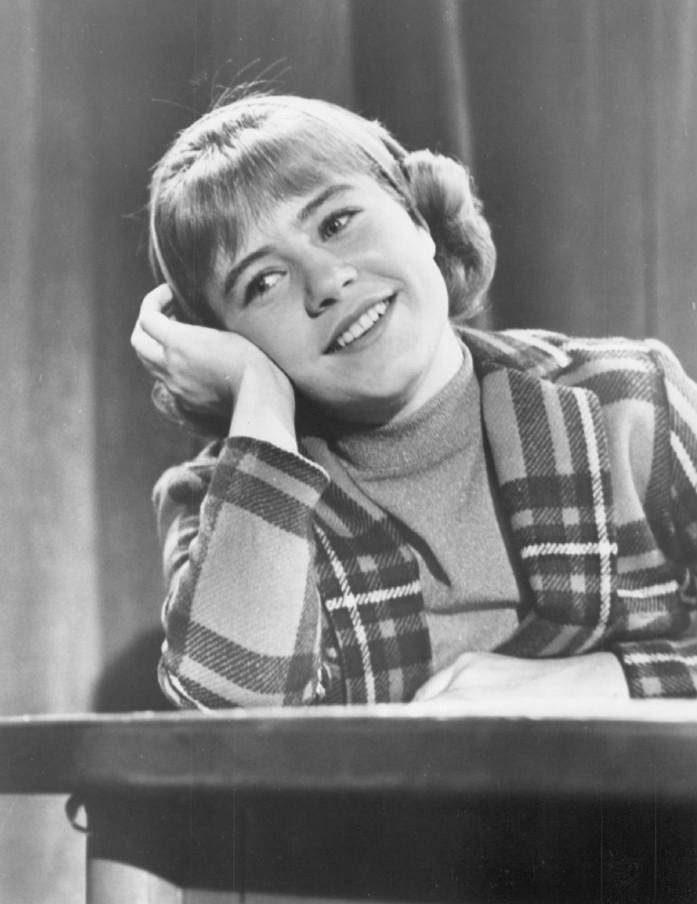
Nejlepší komediální herečka Patty Duke

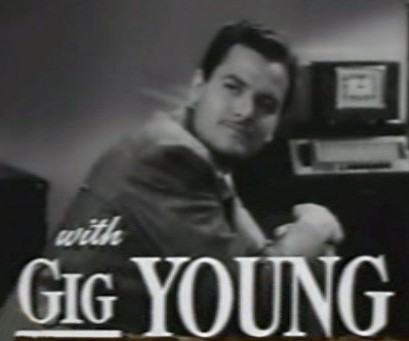
Nejlepší vedlejší herec Gig Young

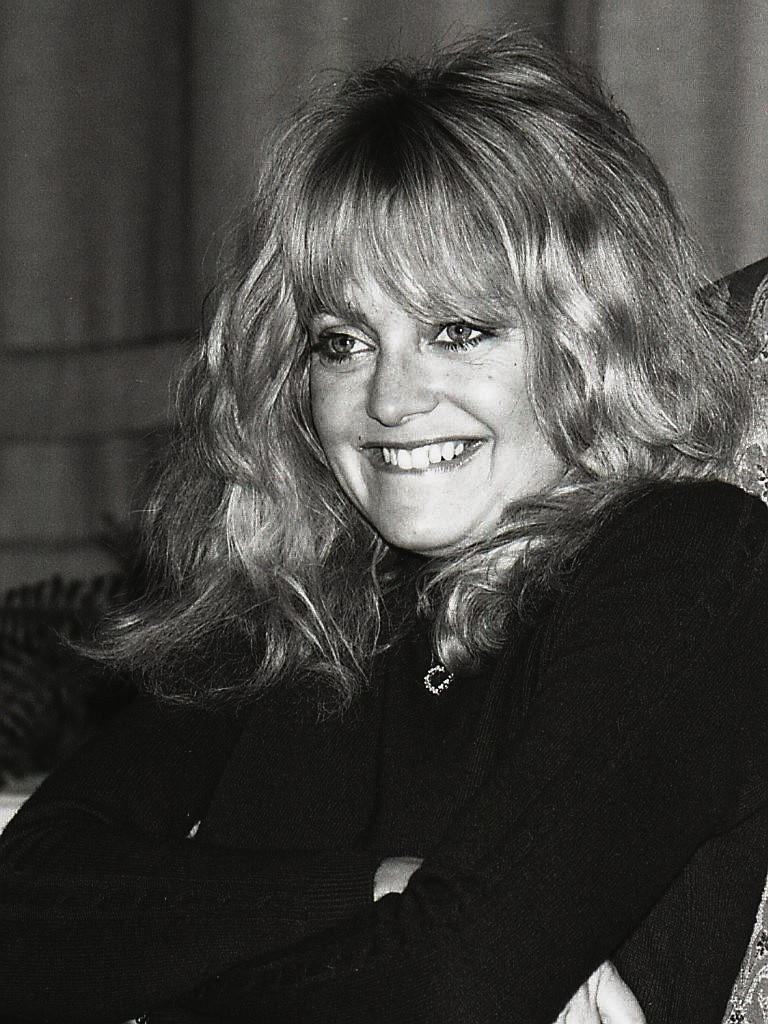
Nejlepší vedlejší herečka Goldie Hawn

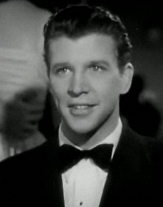
Nejlepší herec v komediálním seriálu Dan Dailey

### Filmové počiny

#### Nejlepší film (drama)
- Tisíc dnů s Annou – producent Hal B. Wallis
- Butch Cassidy a Sundance Kid – producent John Foreman
- Půlnoční kovboj – producent Jerome Hellman
- Nejlepší léta slečny Jean Brodieové – producent Robert Fryer
- Koně se také střílejí – producenti Robert Chartoff, Irwin Winkler

#### Nejlepší film (komedie / muzikál)
- Tajemství Santa Vittorie – producenti Georges Glass, Stanley Kramer
- Kaktusový květ – producent M. J. Frankovich
- Sbohem, město C – producent Stanley R. Jaffe
- Hello, Dolly! – producent Ernest Lehman
- Paint Your Wagon – producent Alan Jay Lerner, Tom Shaw

#### Nejlepší režie
- Charles Jarrott – Tisíc dnů s Annou
- Gene Kelly – Hello, Dolly!
- Stanley Kramer – Tajemství Santa Vittorie
- Sydney Pollack – Koně se také střílejí
- John Schlesinger – Půlnoční kovboj

#### Nejlepší herečka (drama)
- Geneviève Bujold – Tisíc dnů s Annou
- Jane Fonda – Koně se také střílejí
- Liza Minnelliová – The Sterile Cuckoo
- Jean Simmons – Šťastný konec
- Maggie Smith – Nejlepší léta slečny Jean Brodieové

#### Nejlepší herečka (komedie / muzikál)
- Patty Duke – Já, Natálie
- Ingrid Bergman – Kaktusový květ
- Dyan Cannon – Bob a Carol a Ted a Alice
- Kim Darby – Generation
- Mia Farrow – John a Mary
- Shirley MacLaine – Sweet Charity
- Anna Magnani – Tajemství Santa Vittorie
- Barbra Streisand – Hello, Dolly!

#### Nejlepší herec (drama)
- John Wayne – Maršál
- Alan Arkin – Popi
- Richard Burton – Tisíc dnů s Annou
- Dustin Hoffman – Půlnoční kovboj
- Jon Voight – Půlnoční kovboj

#### Nejlepší herec (komedie / muzikál)
- Peter O'Toole – Sbohem, pane profesore!
- Dustin Hoffman – John a Mary
- Lee Marvin – Paint Your Wagon
- Steve McQueen – Pobertové
- Anthony Quinn – Tajemství Santa Vittorie

#### Nejlepší herečka ve vedlejší roli
- Goldie Hawn – Kaktusový květ
- Marianne McAndrew – Hello, Dolly!
- Siân Phillips – Sbohem, pane profesore!
- Brenda Vaccaro – Půlnoční kovboj
- Susannah York – Koně se také střílejí

#### Nejlepší herec ve vedlejší roli
- Gig Young – Koně se také střílejí
- Red Buttons – Koně se také střílejí
- Jack Nicholson – Bezstarostná jízda
- Anthony Quayle – Tisíc dnů s Annou
- Mitch Vogel – Pobertové

#### Objev roku – herečka
- Ali MacGraw – Sbohem, město C
- Dyan Cannon – Bob a Carol a Ted a Alice
- Goldie Hawn – Kaktusový květ
- Marianne McAndrew – Hello, Dolly!
- Brenda Vaccaro – Where It's At

#### Objev roku – herec
- Jon Voight – Půlnoční kovboj
- Helmut Berger – Soumrak bohů
- Glen Campbell – Maršál
- Michael Douglas – Hail, Hero!
- George Lazenby – V tajné službě Jejího Veličenstva

#### Nejlepší scénář
- Bridget Boland, John Hale – Tisíc dnů s Annou
- William Goldman – Butch Cassidy a Sundance Kid
- David Shaw – Jestliže je úterý, musíme být v Belgii
- John Mortimer – John a Mary
- Waldo Salt – Půlnoční kovboj

#### Nejlepší hudba
- Burt Bacharach – Butch Cassidy a Sundance Kid
- Georges Delerue – Tisíc dnů s Annou
- Leslie Bricusse – Sbohem, pane profesore!
- Michel Legrand – Šťastný konec
- Ernest Gold – Tajemství Santa Vittorie

#### Nejlepší filmová píseň
- „Jean“ – Nejlepší léta slečny Jean Brodieové, hudba a text Rod McKuen
- „Goodbye, Columbus“ – Sbohem, město C, hudba a text Jim Yester
- „Raindrops Keep Fallin' On My Head“ – Butch Cassidy a Sundance Kid, hudba Burt Bacharach , text Hal David
- „Stay“ – Tajemství Santa Vittorie, hudba Ernest Gold, text Norman Gimbel
- „The Time For Love Is Any Time“ – Kaktusový květ, hudba Quincy Jones, text Cynthia Weil
- „True Grit“ – Maršál, hudba Elmer Bernstein, text Don Black
- „What Are You Doing the Rest Of Your Life?“ – Šťastný konec, hudba Michel Legrand, text Alan Bergman, Marilyn Bergman

#### Nejlepší zahraniční film (v jiném než anglickém jazyce)
- Z – režie Costa - Gavras, Alžírsko[p 1][6]
- Ådalen '31 – režie Bo Widerberg, Švédsko
- Te'alat Blaumilch – režie Ephraim Kishon, Izrael
- Satyricon – režie Federico Fellini, Itálie
- Koritsia ston ilio – režie Vassilis Georgiadis, Řecko

#### Nejlepší zahraniční film (v anglickém jazyce)
- Jaká to rozkošná válka! – režie Richard Attenborough, Velká Británie
- The Assassination Bureau – režie Basil Dearden, Velká Británie
- Kdyby... – režie Lindsay Anderson, Velká Británie
- Italian Job – režie Peter Collinson, Velká Británie
- Mayerling – režie Terence Young, Velká Británie / Francie

### Televizní počiny

#### Nejlepší televizní seriál (drama)
- Marcus Welby, M.D.
- Bracken's World
- Mannix
- The Mod Squad
- Room 222

#### Nejlepší televizní seriál (komedie / muzikál)
- The Carol Burnett Show
- The Glen Campbell Goodtime Hour
- The Governor and J. J.
- Love American Style
- Rowan & Martin's Laugh-In

#### Nejlepší herečka v seriálu (drama)
- Linda Cristal – High Chaparral
- Amanda Blake – Gunsmoke
- Peggy Lipton – The Mod Squad
- Denise Nicholas – Room 222
- Eleanor Parker – Bracken's World

#### Nejlepší herečka v seriálu (komedie / muzikál)
- Carol Burnettová – The Carol Burnett Show
- Julie Sommars – The Governor and J. J.
- Lucille Ball – Here's Lucy
- Linda Cristal – Julia
- Barbara Eden – I Dream Of Jeannie
- Debbie Reynolds – The Debbie Reynolds Show

#### Nejlepší herec v seriálu (drama)
- Mike Connors – Mannix
- Peter Graves – Mission: Impossible
- Lloyd Haines – Room 222
- Robert Wagner – It Takes a Thief
- Robert Young – Marcus Welby, M.D.

#### Nejlepší herec v seriálu (komedie / muzikál)
- Dan Dailey – The Governor and J. J.
- Glen Campbell – The Glen Campbell Goodtime Hour
- Tom Jones – This Is Tom Jones
- Dean Martin – The Dean Martin Show
- Jim Nabors – The Jim Nabors Hour

### Zvláštní ocenění

#### Henrietta Award (Oblíbenci světového filmu)
- herečka Barbra Streisand
- herec Steve McQueen
- herečka Julie Andrews
- herečka Mia Farrow
- herec Sidney Poitier

#### Cena Cecila B. DeMilla
- Joan Crawford